# Judy Murray

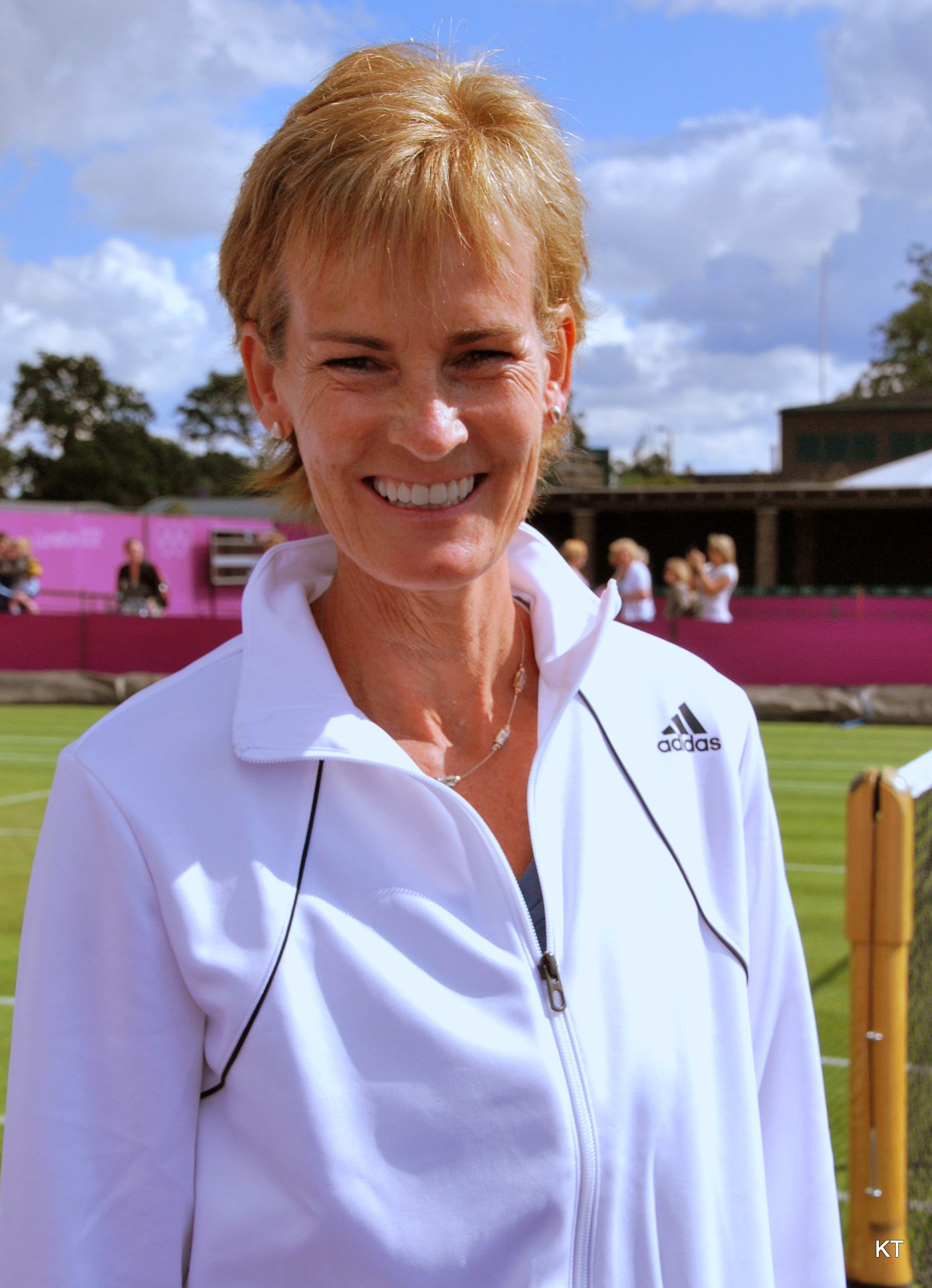
Judy Murray (2012)

Judith Mary Murray, OBE (geborene Erskine; * 8. September 1959 in Bridge of Allan, Stirlingshire) ist eine britische Tennistrainerin aus Schottland. Sie ist die Mutter der Profi-Tennisspieler Jamie und Andy Murray.

## Biographie
Judy Erskine ist die Tochter von Eileen Shirley (geborene Edney) und von Roy Erskine, einem ehemaligen Fußballer, der in den 1950er Jahren für Stirling Albion spielte. In Dunblane, wo Erskine aufwuchs, gab es keine Tennishallen, weshalb sie nur im Sommer Tennis spielte und im Winter Badminton. Sie gewann als Juniorin und Aktive insgesamt 64 Titel, und 1976 beschloss sie, an der Profitour teilzunehmen. Nachdem sie jedoch in Barcelona ausgeraubt worden war und sie unter Heimweh litt, gab sie diese Pläne nach einem Jahr auf.
Erskine nahm ein Studium der Fächer Französisch und Deutsch an der University of Edinburgh auf, wechselte aber später von Deutsch auf Wirtschaftswissenschaft. 1981 erhielt sie ihren Abschluss und repräsentierte ihr Land bei den World Student Games.
1980 heiratete Judy Erskine William Murray; die Eheleute bekamen die Söhne Jamie (* 1986) und Andrew (* 1987). Das Paar wurde 2005 geschieden, nachdem es neun Jahre lang getrennt gelebt hatte. Nach der Trennung lebten die Söhne zunächst rund fünf Jahre beim Vater.
Judy Murray begann, als Trainerin aktiv zu werden und betreute auch ihre beiden Söhne, bis diese als Profis erfolgreich wurden. Sie wurde schottische Nationaltrainerin und 2011 Kapitänin des britischen Teams für den Fed Cup. Sie gab an, diesen Job zum Teil auch deshalb übernommen zu haben, um zu zeigen, dass auch ein weiblicher Trainer diesen bewältigen könne. Es gebe weiterhin Sexismus im britischen Tennis. Im März 2016 trat sie von diesem Posten zurück, um sich um ihre Tennis-„Grassroots“-Projekte zu kümmern.
Murray plante den Bau von Innen- und Außentennisplätzen, eines Sechs-Loch-Golfplatzes, eines Hotels, eines Landschaftsparks, von Indoor-Freizeitaktivitäten, eines Tennismuseums und von 19 Ferienhäusern auf 110 Hektar des Park of Keir südlich von Dunblane und nordwestlich von Bridge of Allan. Die geplante Bebauung wurde im Dezember 2015 vom Stirling Council abgelehnt.
2014 nahm Judy Murray an der Promi-Tanzshow Strictly Come Dancing von BBC One teil, schied aber mit ihrem Partner in einer Vorrunde aus. 2019 wirkte sie bei einem Video der BBC mit, in dem der Comedian Chris Forbes einen vermeintlichen dritten Murray-Sohn namens Duncan darstellt, der nicht Tennis spielen kann. 2020 nahm sie an der Promi-Kochshow Celebrity Masterchef teil.

## Ehrungen und Auszeichnungen
2017 wurde Judy Murray für ihre Verdienste um das Tennis, um Frauen im Sport und für ihre Wohltätigkeit zum Officer of the Order of the British Empire (OBE) ernannt. Sie ist Treuhänderin der Judy Murray Foundation, einer gemeinnützigen Organisation nach schottischem Recht, die zum Ziel hat, die Tennisinfrastruktur in Schottland zu verbessern.
Am 8. Oktober 2013 wurde Judy Murray von der University of Edinburgh mit der Ehrendoktorwürde ausgezeichnet. Am 22. November 2013 erhielt sie die Ehrendoktorwürde der University of Stirling. 2016 erhielt sie drei Ehrendoktorwürden: eine von der University of Aberdeen, eine weitere von der University of Glasgow und eine dritte von der University of Abertay Dundee für „ihren herausragenden Beitrag zum britischen Sport“.

## Publikationen
- Knowing the Score: My Family and Our Tennis Story. Chatto & Windus, 2017, ISBN 978-1-78474-179-2.